# NGC 4694
NGC 4694 је спирална галаксија у сазвежђу Девица која се налази на NGC листи објеката дубоког неба.
Деклинација објекта је + 10° 59' 2" а ректасцензија 12h 48m 14,9s. Привидна величина (магнитуда) објекта NGC 4694 износи 11,1 а фотографска магнитуда 12,1. Налази се на удаљености од 16,8000 милиона парсека од Сунца. NGC 4694 је још познат и под ознакама UGC 7969, MCG 2-33-23, CGCG 71-44, VCC 2066, IRAS 12457+1115, PGC 43241.